# Bobbagalale, Arkalgud
Bobbagalale là một làng thuộc tehsil Arkalgud, huyện Hassan, bang Karnataka, Ấn Độ.